# Jabłoniec (Nowe Huty)
Jabłoniec (dawniej Jabłończ, kaszb. Jabłóńcz, niem. Jabloncz) – nieoficjalna nazwa przysiółka wsi Nowe Huty w Polsce.
Miejscowość leży na Pojezierzu Bytowskim położona w województwie pomorskim, w powiecie bytowskim, w gminie Tuchomie.
Miejscowość wchodzi w skład sołectwa Nowe Huty. Dawniej dzieliła się na Jabłończ Mały (kaszb. Małi Jabłóńcz, niem. Klein Jabloncz) i na Jabłończ Wielki (kaszb. Wieldżi Jabłóńcz, niem. Groß Jabloncz)
W latach 1975–1998 miejscowość administracyjnie należała do województwa słupskiego.